# Maxloren Castro
Maxloren Sannoe Castro Rufino (Callao, 8 dicembre 2007) è un calciatore peruviano, attaccante dello Sporting Cristal.

## Caratteristiche tecniche
È un'ala sinistra.

## Carriera

### Club
È cresciuto nel settore giovanile dello Sporting Cristal, con cui ha debuttato il 16 febbraio 2024 nell'incontro di Liga 1 vinto 4-1 contro il Los Chankas. Ha segnato il suo primo gol nove giorni più tardi, nella trasferta vinta 4-0 contro il Carlos A. Mannucci. Il 15 ottobre seguente è stato inserito nella lista dei migliori 60 calciatori nati nel 2007 dal quotidiano inglese The Guardian.

### Nazionale
Nel 2025 ha partecipato con la nazionale peruviana Under-20 al campionato sudamericano di categoria.

## Statistiche

### Presenze e reti nei club
Statistiche aggiornate al 29 marzo 2025.
| Stagione        | Squadra          | Campionato      | Campionato | Campionato | Coppe nazionali | Coppe nazionali | Coppe nazionali | Coppe continentali | Coppe continentali | Coppe continentali | Altre coppe | Altre coppe | Altre coppe | Totale | Totale | Totale |
| Stagione        | Squadra          | Comp            | Pres       | Reti       | Comp            | Pres            | Reti            | Comp               | Pres               | Reti               | Comp        | Pres        | Reti        | Pres   | Reti   |        |
| --------------- | ---------------- | --------------- | ---------- | ---------- | --------------- | --------------- | --------------- | ------------------ | ------------------ | ------------------ | ----------- | ----------- | ----------- | ------ | ------ | ------ |
| 2024            | Sporting Cristal | L1              | 21         | 2          | CP              | 0               | 0               | CL                 | 1                  | 0                  | -           | -           | -           | 22     | 2      |        |
| 2025            | Sporting Cristal | L1              | 4          | 0          | CP              | 0               | 0               | -                  | -                  | -                  | -           | -           | -           | 4      | 0      |        |
| Totale carriera | Totale carriera  | Totale carriera | 25         | 2          |                 | 0               | 0               |                    | 1                  | 0                  |             | -           | -           | 26     | 2      |        |